# 通內爾山 (伊利諾伊州)
通內爾山（英語：Tunnel Hill）是位於美國伊利諾伊州約翰遜縣的一個非建制地區。該地的面積和人口皆未知。

## 地理
通內爾山的座標為37°31′25″N 88°50′19″W / 37.52361°N 88.83861°W，而該地的平均海拔高度為194米（即636英尺）。